# Ted Simon
Œuvres principales
Les Voyages de Jupiter
Riding High
Ted Simon, né en 1931, est un journaliste britannique né en Allemagne, connu pour avoir fait deux fois le tour du monde à moto.

## Biographie
Il fut élevé à Londres par sa mère, allemande, et son père, roumain.

### Débuts
Après avoir étudié l'ingénierie chimique à l’Imperial College London, il entama sa carrière journalistique à Paris pour le Continental Daily Mail. De retour en Angleterre, durant son service militaire au sein de la RAF, il fonda Scramble, un magazine à destination des recrues qui attira l'attention d'Arthur Christiansen, éditeur du Daily Express, et travailla à Fleet Street pendant dix ans. Il devint éditeur du Daily Sketch, et juste avant que celui-ci ne soit absorbé par le Daily Mail en 1964, il partit pour créer et éditer un magazine pour hommes, King, qui n'exista que trois ans. Il déménagea ensuite vers la France et contribua à plusieurs journaux et magazines anglais, dont The Observer et Nova.
Son premier livre, The Chequered Year, parlait de la saison 1970 de Formule 1.

### Premier tour du monde
À  la fin de 1973, sponsorisé par le Sunday Times, Simon débuta son voyage autour du monde sur une moto Triumph Tiger 100. En quatre ans, il parcourut 103 000 km, traversant 45 pays. La majeure partie de ce voyage est décrite dans son livre Jupiter's Travels (Les Voyages de Jupiter) et les éléments manquants sont racontés dans la seconde partie, le livre Riding High.
Ses livres et ses voyages ont inspiré les acteurs Ewan McGregor et Charley Boorman dans leur voyage à moto de 2004, entre Londres et New York (Long Way Round), lors duquel ils ont rencontré Simon en Mongolie.

### Après le premier tour du monde
En 1980, il se maria et eut un fils. Il déménagea vers le nord de la Californie et devint actif dans l'agriculture bio et l'agriculture soutenue par le consommateur. Il écrivit le livre The River Stops Here: Saving Round Valley, A Pivotal Chapter in California's Water Wars.
Il écrivit également The Gypsy in Me qui détaille ses recherches sur les racines de sa mère et, en particulier, celles de son père en Europe de l'Est. À cette période, il a principalement marché et pris les transports publics entre Kaliningrad et la Roumanie. Ce voyage fut entrepris peu de temps après la chute des régimes communistes de Russie, Pologne, Ukraine et Roumanie.

### Deuxième tour du monde
En 2001, Simon commença un voyage en tour du monde, cette fois-ci sur une BMW R80GS, qui suivait plus ou moins la même route que son voyage des années 1970. Il avait alors 70 ans et finit le voyage en trois ans. Son nouveau livre, détaillant son voyage, Dreaming of Jupiter, sortit en mars 2007.

## Sources
- (en) Cet article est partiellement ou en totalité issu de l’article de Wikipédia en anglais intitulé « Ted Simon » (voir la liste des auteurs).